# 新甸铺镇
新甸铺镇，是中华人民共和国河南省南阳市新野县下辖的一个乡镇级行政单位。

## 行政区划
新甸铺镇下辖以下地区：
津湾村、杜岗村、乔庄村、于庙村、刁河村、新北村、新南村、宋庄村、杜桥村、黑龙村、程营村、姚营村、石桥村、白龙村、刘湾村、陈家村、南王村、骆湾村、艾庄村、官渠村、套楼村、元帅村、翟湾村、魏湾村、韩营村和白湾村。